# Skrzydłowo (stacja kolejowa)
Skrzydłowo – zlikwidowana stacja kolei wąskotorowej w Skrzydłowie, w województwie zachodniopomorskim, w Polsce. Została zlikwidowana po 2007 roku. Skrzydłowo było stacją końcową dla linii wąskotorowej z Reska Północnego Wąskotorowego oraz przelotową dla linii wąskotorowej Tąpadły - Gościno.